# Milán Füst
Milán Füst (17. července 1888 Budapešť – 26. července 1967 tamtéž) byl maďarský spisovatel.
Byl židovského původu, původní příjmení Fürst si změnil na Füst, což znamená v maďarštině „kouř“. Vystudoval práva na Budapešťské univerzitě a většinu života pracoval jako pedagog. Od roku 1908 přispíval do časopisu Nyugat, jeho literární tvorbu ovlivnili Frigyes Karinthy, Ernő Osvát a Dezső Kosztolányi. V jeho tvorbě silně rezonuje antická i biblická tematika, patřil k průkopníkům volného verše v maďarské poezii. Pro svoji názorovou blízkost k demokratické levici byl v nemilosti za Horthyho režimu i v období stalinismu. Jeho život byl také poznamenán psychickými obtížemi, pro které byl opakovaně hospitalizován.
Jeho nejznámějším dílem je Miloval jsem svou ženu (1942, česky 1973), psychologický román o nešťastném manželství námořního kapitána. V roce 2021 knihu zfilmovala Ildikó Enyediová a hlavní role ztvárnili Léa Seydouxová a Gijs Naber.
Milán Füst působil v Mickiewiczovy společnosti, propagující kulturní spolupráci mezi Maďary a Poláky. Byl také autorem pozoruhodných divadelních her Nešťastníci a Král Jindřich IV. Významným dokumentem doby jsou i jeho deníky. V roce 1948 získal Kossuthovu cenu, byl také nominován na Nobelovu cenu za literaturu. Od roku 1975 se na jeho počest uděluje literární Cena Milána Füsta.